# Saskia van Rijswijk
Saskia van Rijswijk (Amsterdam, 1961) is  voormalig Nederlands kampioene full contact karate, wereldkampioene Muay Thai en actrice. Momenteel is zij werkzaam als hypnotherapeut, mental coach en psycholoog.
In de jaren 80 van de twintigste eeuw werd zij wereldkampioene in deze tak van vechtsport, nadat ze een Thaise vrouwelijke kampioen, Yupin Chotchai uit Rayong Thailand, in de tweede ronde had verslagen. Zij is ooit begonnen met full contact karate in de Chakuriki dojo in de Van Hallstraat in Amsterdam. Na vier maanden in het bezit te zijn geweest van de wereldtitel ging ze zich bezighouden met andere zaken dan Muay Thai. Zo heeft zij als internationaal jurylid vele wedstrijden gejureerd in Japan, Australië, de Nederlandse Antillen en de Verenigde Staten. Tevens hield zij zich bezig met dans, zang en acteerwerk. Zij speelde in de Nederlandse film Grijpstra en De Gier een kleine rol en danste onder meer in het Lido in Amsterdam en in de Fiesta Tropical Show met Los Alegres.
Zij speelde onder andere een hoofdrol in de film "Fatal Mission", waarin zij alle vecht- en stuntscenes zelf uitvoerde.
Voor RTL presenteerde zij eind jaren 90 een seizoen lang  "De Wedstrijd van de Week", waarin de wedstrijden uit de Amerikaanse World Wrestling Federation (WWF) werden uitgezonden.
Saskia van Rijswijk ging lesgeven in zelfverdediging voor vrouwen en jeugd. Zij ontwikkelde sportprogramma's voor justitie en gaf sportlessen aan gedetineerden in het huis van bewaring in Amsterdam. Daarnaast deed zij aerobics clinics (video gemaakt in 1987) en veel vechtsportdemonstraties in het buitenland. Zij verscheen met een reportage in het mannenblad Playboy in 1987.
Op latere leeftijd is zij psychologie gaan studeren en is nu al jaren werkzaam als psycholoog, mental coach en hypnotherapeut en al meer dan 20 jaar als adviseur arbeidsre-integratie. Zij heeft een eigen praktijk voor Hypnotherapie, Psychologie, Coaching en Training in Groet (gemeente Bergen Noord-Holland)) en werkt voor instanties in de re-integratiebranche. Saskia is inmiddels getrouwd (1995) met Ted Merk.
In 2009 is er een special over Saskia uitgezonden door de TROS, in het programma : "Het mooiste meisje van de klas".

## Films
Saskia van Rijswijk speelde mee in de volgende films:
- China White, ook bekend onder de titel Deadly Sin (1989)
- Fatal Mission (1991) hoofdrol